# 佐伯旭
佐伯 旭（さえき あきら、1917年（大正6年）3月8日 - 2010年（平成22年）2月1日 ）は実業家。シャープ二代目社長、中興の祖。「第2の創業者」とも称された。広島県出身。

## 来歴
1931年早川金属工業研究所（シャープ）入社。経理の夜学に通い、1933年大阪経理専門学校卒業。シャープ最大の危機とされる戦後混乱期の業績悪化時には、早川徳次社長は人員を整理するぐらいならば会社を閉めることを考えていたといわれるが、佐伯は企業存続に向けて労使交渉にあたるなどで倒産の危機を救う。1947年、早川電機工業取締役、常務を経て1959年、42歳の若さで専務取締役に就任。創業者・早川徳次に経営を任され実質的社長となり、1970年、52歳の若さでの正式社長就任を挟んで、以降27年間の長きに渡って陣頭指揮を執り、一介の町工場、アッセンブリーメーカー（組み立て工場）に過ぎなかったシャープを総合エレクトロニクスメーカーに成長させた。専務取締役時代の1960年、若手技術者らから直訴され液晶、半導体の研究者55人を集結させて全社横断の開発チーム・回路研究室、半導体研究室を発足させる。1961年には大阪・阿倍野に中央研究所を建設。450人の技術者を集約し、ここでコンピュータ、半導体、超短波の研究が推進された。これらの研究のうち極超短波研究は国産初の電子レンジ発売(1961年)を、回路や半導体研究は、シリコン太陽電池の量産(1963年)や、世界初のトランジスタ式電卓開発(1964年)、世界初の液晶実用化、CMOS型電卓開発(1973年)、日本語ワードプロセッサー(1977年)などを生み出した。この手法は「緊急開発プロジェクトチーム（緊プロ）」として現在も受け継がれている（後述）。しかし当時のシャープは自前の半導体を待っておらず、電卓に使うICは他社から買っていた。

### 「千里から天理へ」
佐伯が半導体を初めて見たのは1969年。アポロ計画においてNASAにLSIを供給していたノースウエスタン社の工場で見た半導体の固まりであるアポロの宇宙カプセルだった。経理屋育ちの技術音痴でも、その将来性くらいすぐに分かった。これは大阪万博前年のことで、家電大手も揃い踏みで万博に独立館を出すことが決定しており、当然シャープでも最重要の検討事項として考えられ、社内の要請は強く、シャープの威信にかけてとか、社会責任に於いて等、既に既定路線のように騒いでいた。万博誘致には関西経済界をあげて取り組んでおり、シャープもその一翼を担っていたのは事実だった。世界的にシャープの認知を高め、大阪への経済効果が見込まれる万博出展を選択すべきという考えもごく当然のことだった。その出展費用は15億円。当時資本金105億円だったシャープにとっては楽なイベントではなかった。役員の意見も二分したが、「厳しい企業競争に打ち勝つには他社にない独自のデバイスを自社生産し、他社が真似できない商品をつくる以外に道はない。半年で取り壊すパビリオンよりも、企業体質の強化を優先したい」と提言。もはやアセンブリだけでは製品に特徴が出せない時代になったという一種の危機感を抱き、部品にこそ技術差別力があり、ここを押さえるのが経営課題という考えを持ち、何をおいてもと言っていいほど、半導体にうなされていた佐伯は、1970年の大阪万博不参加を打ち出し、「シャープ100年の計のため千里から天理へ向かう」と万博へ出展する資金を天理の半導体工場建設にあてた。これは「千里から天理へ」決断として産業界の伝説となっている。天理工場の初期投資は75億円で万博のそれと比較にならないほどの大きな投資だった。これを機に創業者・早川が代表権のない会長職に退き佐伯は二代目社長に就任、早くから世界を見据え社名を「シャープ」に変更、現在では常識になっているブランド名の統一は専務時代に成し遂げ、総合エレクトロニクスメーカーとしての「第2の創業」を切る。
創業者・早川以上の企業家精神を発揮、この後半導体を核とした技術開発力、継続的に差別化商品を生み出していく商品開発力の構築、家電流通構造の転換に対応した新しい販売戦略、財務体制の立て直し、海外での生産など、積極的な経営戦略、選択は成功し電卓の他、ラジカセ、ビデオ、複写機などのOA機器が国際市場で次々ヒットし海外事業も一気に拡大した。この他、発売時にはユニークといわれた左右両開き冷蔵庫、カメラ付き携帯電話などは現在も主力商品として残る。これらをもたらした組織、人材の育成も大きな業績。

### 緊急プロジェクト（緊プロ）制
各事業部に開発部隊があってその要員だけで3,700人程度おり、その力は部門間に散ってしまうというデメリットがあったことから、1974年に社内に緊急プロジェクト制を敷く。各事業部から出されて来る開発テーマの中には、非常に大きな、しかもタイミングを要するものがあり、社内の横断的なパワーを必要とすることが多い。商品開発はチームリーダーの力に負うことが大きいことから、全社的な技術会議で「これは」というテーマを拾い上げ緊急プロジェクトとして決定すると、技術本部長の報告を受けて佐伯がテーマに合わせて、まずリーダーを指名する。このリーダーには事業部の部長クラスの待遇を与え、辞令を出してラインを離れ、"社長代行"としてその開発に当たる。役員と同じ"金バッジ"を与えられたリーダーは開発期間中は、社内のオールマイティーになり、開発に必要と判断した要員、資材を幾らでも自由に調達することができ、要員を指名されたラインの側もその人を即座に出さなければならず、人事部も経理部もチェック無用。リーダーに課せられるのは、テーマの達成と納期だけ。予算の締め付けもなしで、2–3ヵ月社内から姿をくらましてもOK。ここから生まれたチームが数10チームになり、日常的な管理経費で年間20億円の予算を計上するようになり、シャープの開発力を飛躍的に高めた。"技術のシャープ"を作り上げたともいわれた佐々木正、"ニューライフ商品戦略"を確立した関正樹、家電事業を統括した辻晴雄、"電卓博士"と呼ばれ強烈な電卓戦争勝ち抜きの原動力となりOA部門を育て上げた浅田篤ら。町田勝彦も「オンリーワン商品創出の源泉」と位置づける。
昭和50年代（1975年～1985年）の年平均伸長率は売上高18.2％、経常利益37.2％、10年連続増収増益、10年間で売上高約5倍、経常利益18倍という驚異的成長でシャープを大阪の一家電メーカーから、世界のシャープへ、家電から総合エレクトロニクスメーカーへ変身させた。1987年、年商1兆円超えを花道に1986年、辻晴雄にバトンタッチし会長に退いた。1987年相談役、1998年から最高顧問を務めた。生涯を通じて財界活動に関わらない姿勢を貫いた。日本の高度経済成長期を代表する経営者の一人である。
郷里への貢献としては、専務時代に広島県東広島市に1966年に音響工場を、社長時代に福山市に半導体工場の進出を決めている。
2010年2月1日、慢性腎不全のため死去。92歳没。

## 親族
佐伯の後任の第3代社長・辻晴雄の弟、及び第4代社長・町田勝彦は佐伯の女婿にあたる。また孫にマネーフォワード社長の辻庸介がいる。第5代社長・片山幹雄の父も佐伯と親交があった。